# 列夫科冰川
列夫科冰川（英語：Levko Glacier），是南極洲的冰川，位於埃爾斯沃思地的瑟斯頓島東端，最終在蒂爾尼半島和辛普森海崖之間注入賽拉弗灣，現時由南極條約體系管理。